# キヤノン EOS RP
キヤノン EOS RPは、キヤノンが2019年2月14日に発表し、3月14日に発売したEOS Rシステムを採用したミラーレス一眼カメラである。
2018年10月に発売した本格派の「EOS R」に続き、RFマウントと35mmフルサイズの画像センサーを搭載した普及機という位置づけであるが、キヤノンの担当者は「兄弟機ではなく、どちらも『キヤノンの本気』である」と発言している。日本国内のみ、限定5000台のゴールドモデルも発売される。製品名のPは、キヤノンが1959年に発売したレンジファインダーカメラP型（ポピュレール）に由来する。
キャッチコピーは『いい写真の予感』。
キヤノンは発表会にて、本機を「撮影領域のさらなる拡大」を目指した製品と位置づけ、快速・快適・高画質という3つの柱でフルサイズの魅力を訴求していくと言う。小型・軽量化のために、内部フレームにマグネシウム合金を採用し、堅牢性と放熱性を確保している。
EOS RPについて、リコーイメージングの担当者は「衝撃的に軽く、内部部品選びに相当苦労したのではないか」と、またニコンの担当者は「ニコンではできない挑戦があり、持った瞬間にキヤノンのカメラだと分かる」と評した。

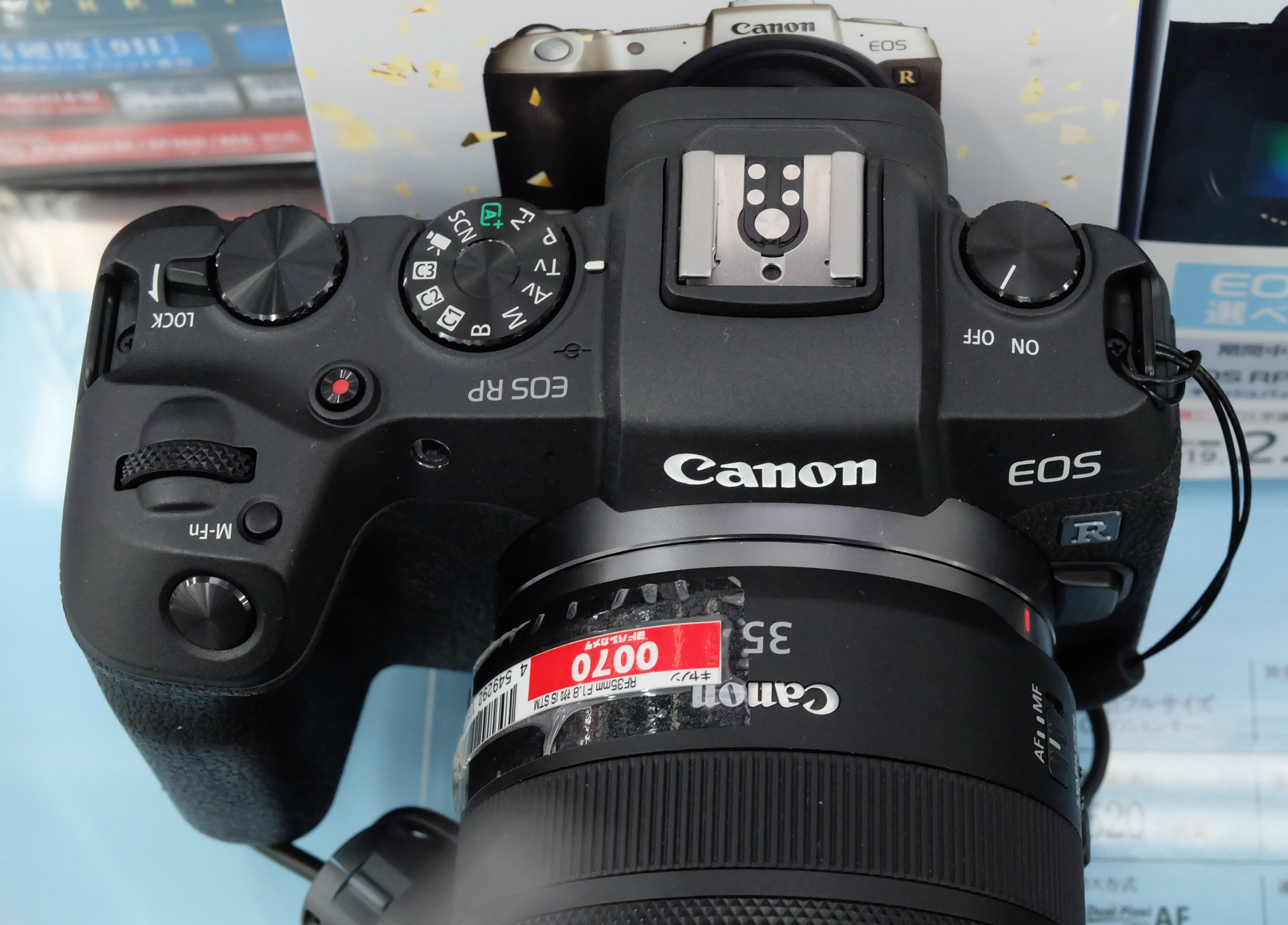
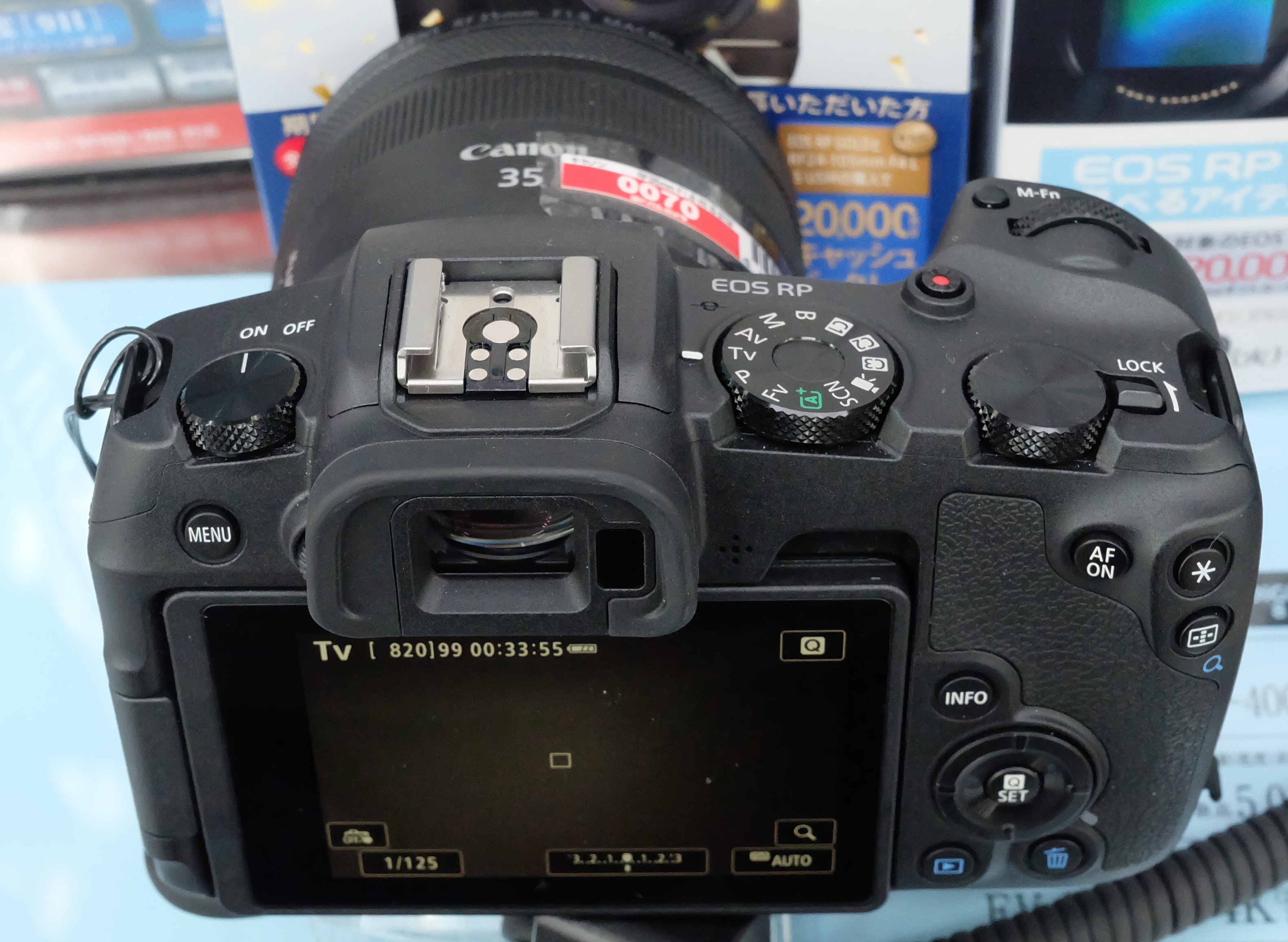
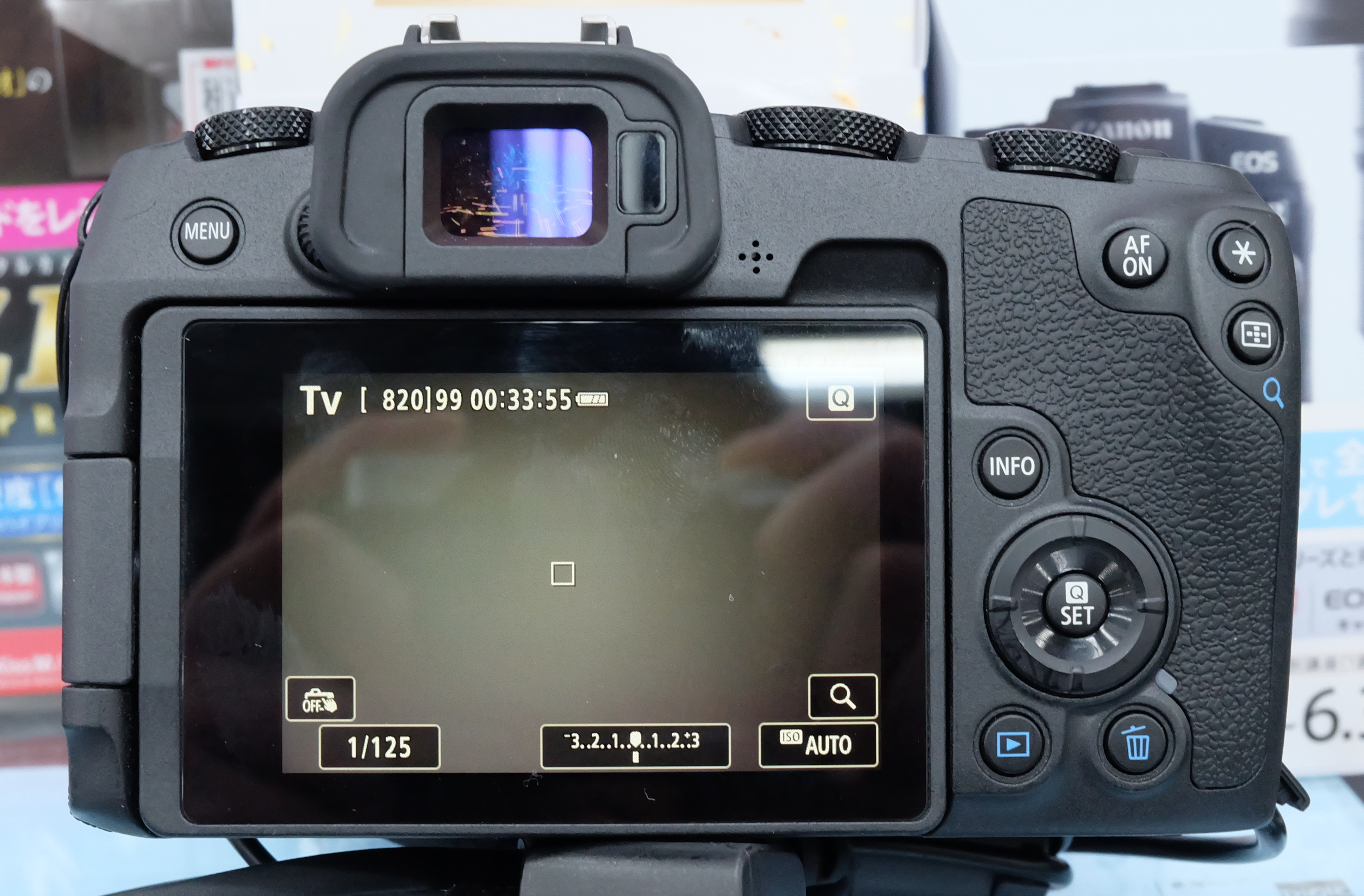
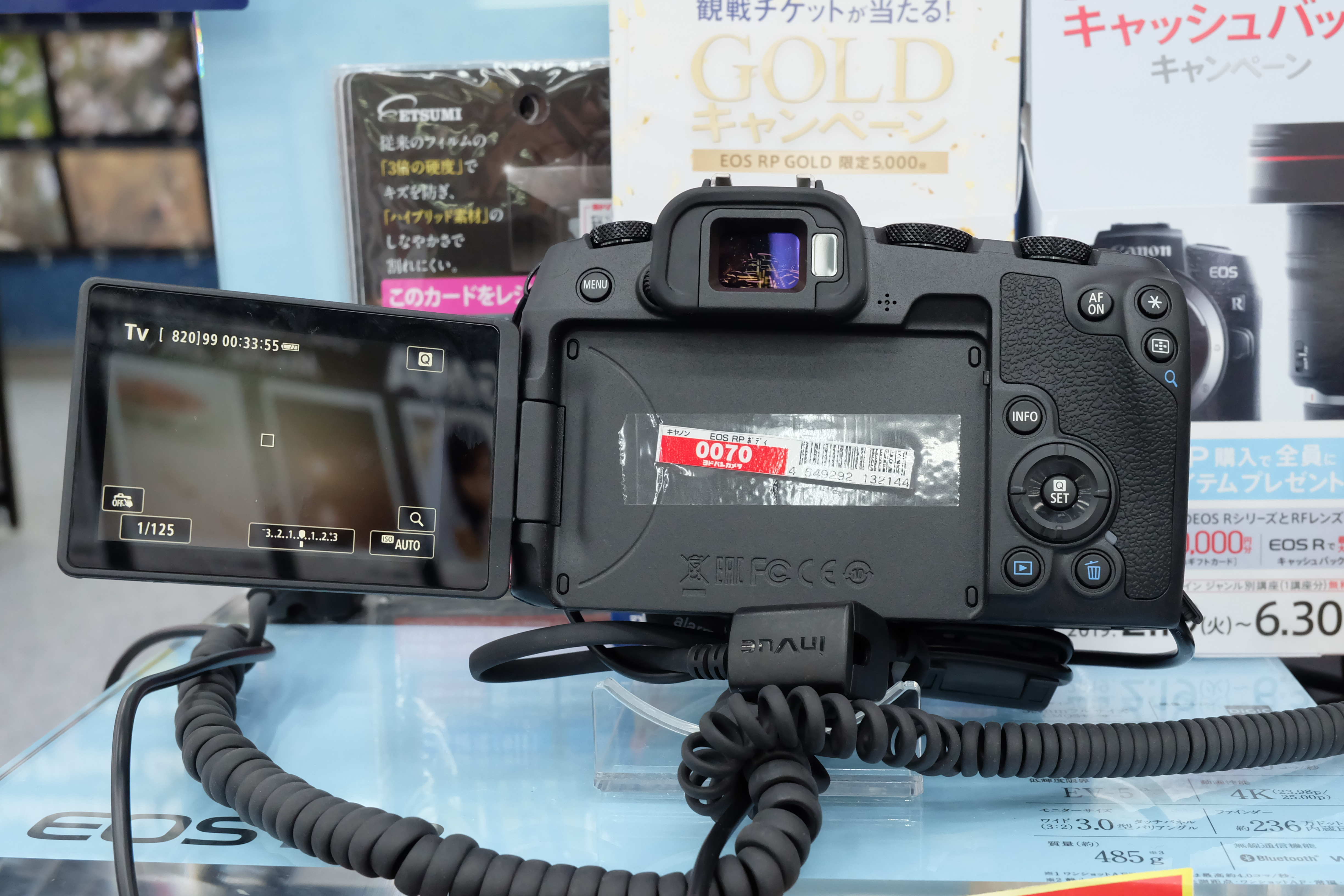
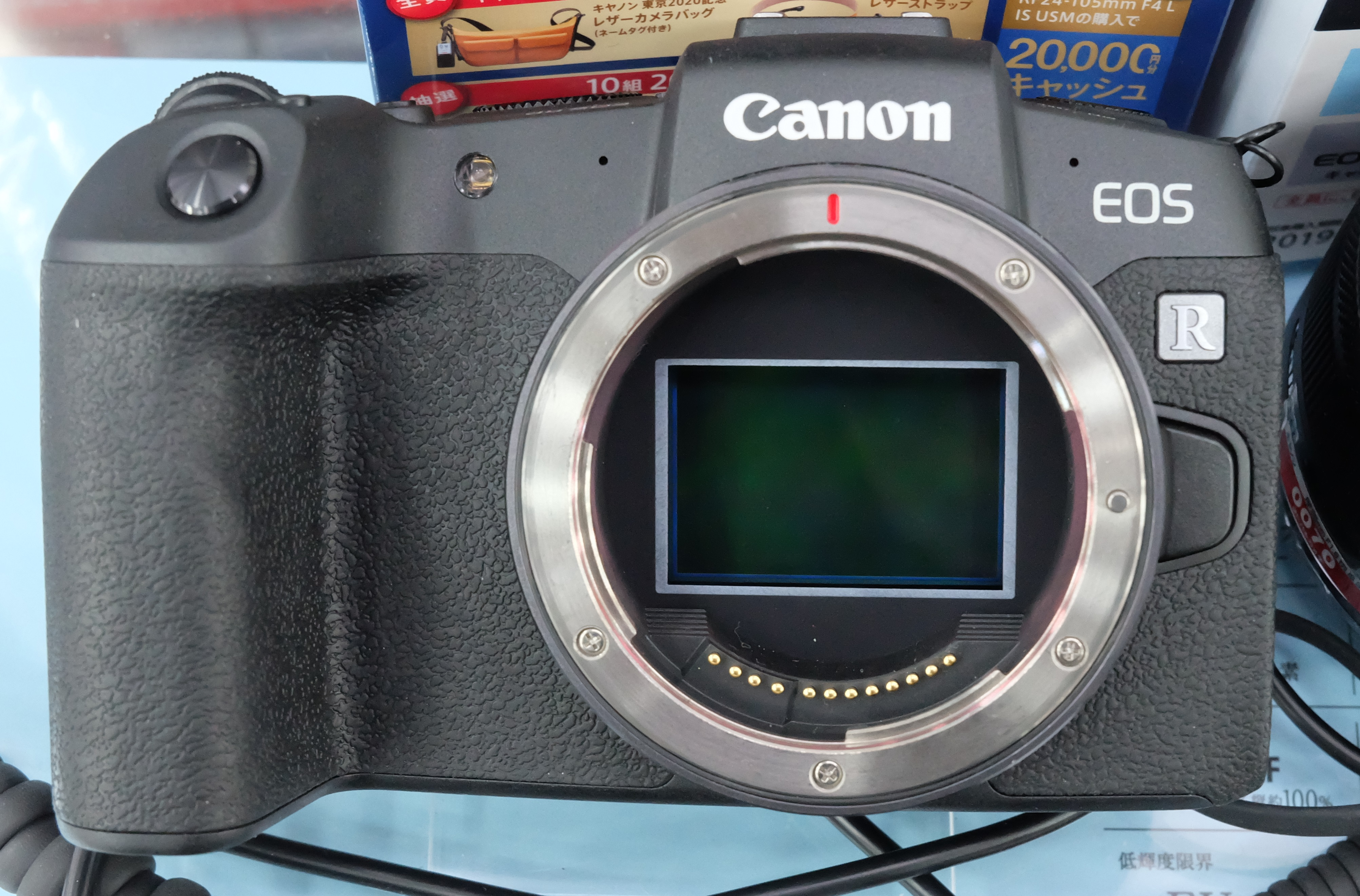